# Codeforces
Codeforces是一个提供在线评测系统的俄罗斯网站。该网站由一群来自ITMO大学的程序员创建并维护。

## 相关事件
- 2024年8月25日，在 TON 创始人帕维尔·杜罗夫被捕后，Codeforces 将其网站图标上的文字改为 FreeDurov。